# Ingram (Texas)
Ingram é uma cidade localizada no estado norte-americano do Texas, no Condado de Kerr.

## Demografia
Segundo o censo norte-americano de 2000, a sua população era de 1740 habitantes.
Em 2006, foi estimada uma população de 1868, um aumento de 128 (7.4%).

## Geografia
De acordo com o United States Census Bureau tem uma área de
3,3 km², dos quais 3,3 km² cobertos por terra e 0,0 km² cobertos por água.

## Localidades na vizinhança
O diagrama seguinte representa as localidades num raio de 44 km ao redor de Ingram.